# Villa Il Peruzzo
Villa Il Peruzzo si trova in via delle Ballodole a Firenze.

## Storia e descrizione
L'ospedale di Santa Maria Nuova ebbe a lungo la proprietà dell'edificio, finché non venne ceduto alla Compagnia di Orsanmichele. Passò poi ai Peruzzi, da cui il nome, e ai frati Serviti. Con la soppressione degli ordini religiosi nel 1808 divenne degli Sloane e poi dei Bargilli.
La villa, dalle cornici in pietra serena tipicamente fiorentine, sorge attorno a una torre, con più corpi di fabbrica. Già usata anche come casa colonica, possiede un portico all'ingresso, mentre l'antico stemma in pietra è stato asportato durante alcuni lavori novecenteschi.